# Inulomyia subterranea
Inulomyia subterranea är en tvåvingeart som först beskrevs av Georg von Frauenfeld 1861.  Inulomyia subterranea ingår i släktet Inulomyia och familjen gallmyggor. Inga underarter finns listade i Catalogue of Life.